# 6563 Штайнхайм
6563 Штайнхайм (6563 Steinheim) — астероїд головного поясу, відкритий 11 грудня 1991 року.
Тіссеранів параметр щодо Юпітера — 3,585.